# MtvU
mtvU (antes llamado College Television Network o CTN) es un canal de televisión propiedad de ViacomCBS Domestic Media Networks, que es una filial de ViacomCBS. mtvU es un canal que está disponible en más de 750 colegios internados y recintos universitarios a través de Estados Unidos. mtvU proporciona una alternativa estándar de televisión de música a los estudiantes de colegios y universidades.
El 2 de agosto de 2006, mtvU de Viacom anunció un acuerdo para adquirir Y2M Youth Media & Marketing Networks, agrandando así el canal mtvU, llegando a más colegios y universidades y permitiendo que la dirección del colegio o universidad pudiera añadir noticias al canal, por medio de internet, pero solo al mtvU de ese recinto.
mtvU difunde contenidos exclusivos dedicados a los aspectos de vida del colegio, intuyendo la música, noticias y acontecimientos del campus. Este es el primer MTV en el que se podía aumentar o disminuir su contenido en línea.
mtvU transmite una mezcla entre programas de música, haciendo énfasis en los artistas que surgen. Cada hora mtvU transmite noticias de ABC News (antes conocido como CBS News), incluyendo noticias relacionadas con el colegio. Dos veces cada hora, MTV News transmite sus noticias relacionadas con la música y los artistas, bajo promociones de mtvU.
Además, mtvU transmite programas originales producidos por los estudiantes.
También, mtvU entrega premios como el Student Filmmaker, que premia al mejor estudiante creador de un programa original de los estudiantes. El Student Filmmaker Award tiene nominados, y el ganador recogerá su premio en los MTV Movie Awards.